# Experimento de Eddington

Eclipse solar de 29 de maio de 1919

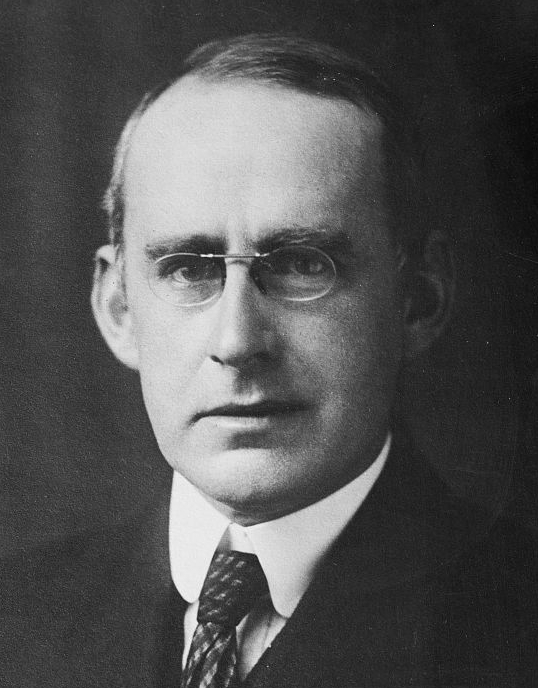
Arthur Stanley Eddington, professor plumiano de astronomia

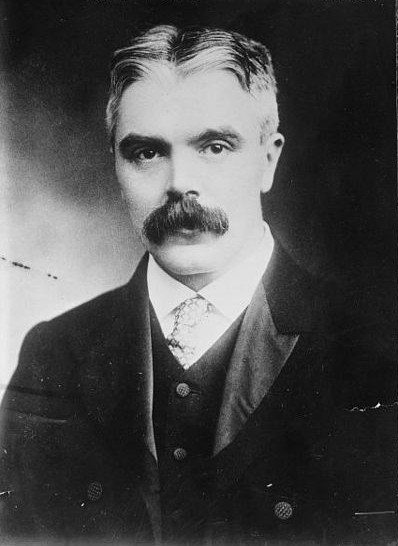
Sr. Frank Watson Dyson, astrônomo real britânico

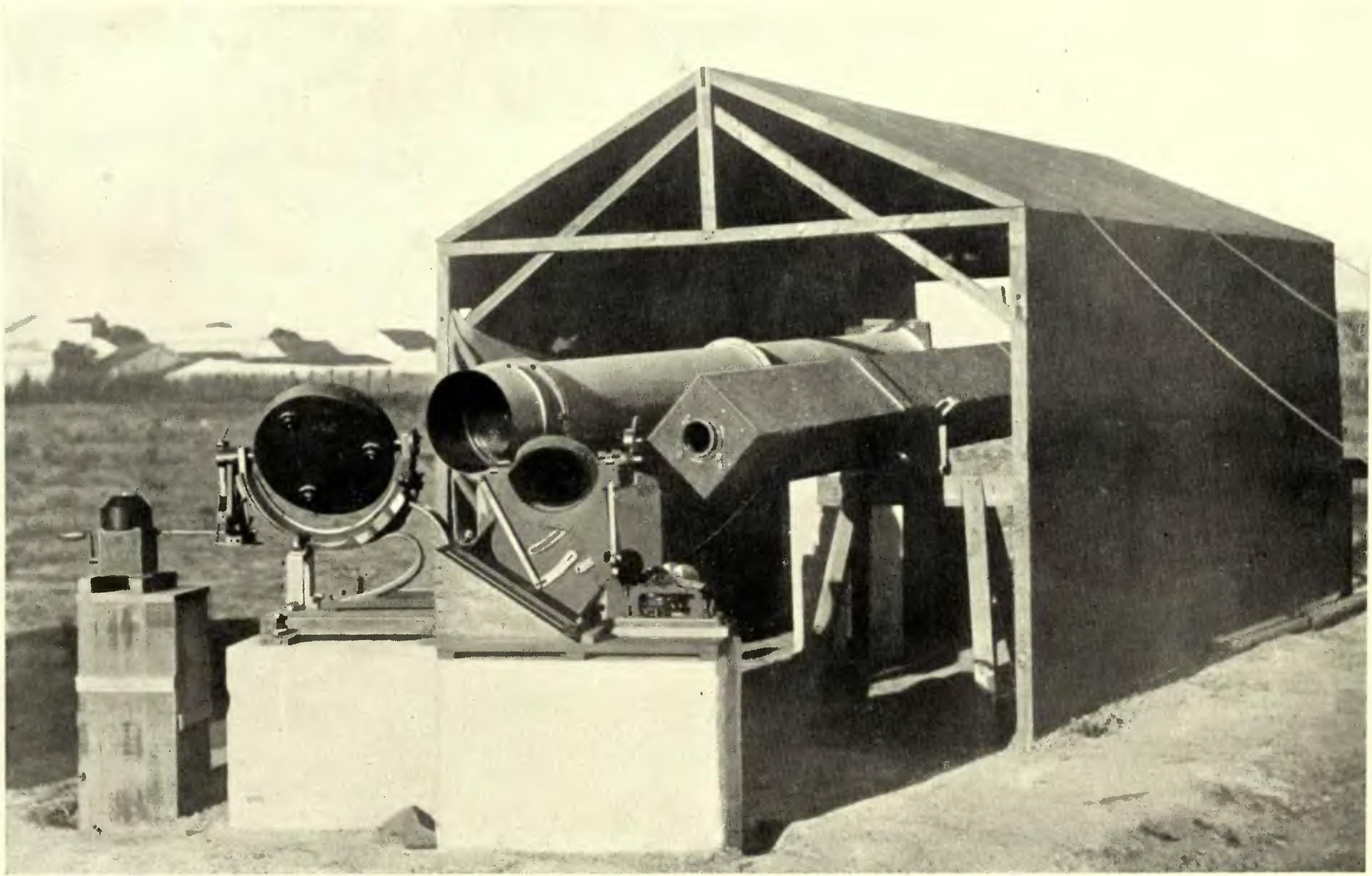
Equipamentos de observação de eclipse em Sobral, Ceará, Brasil

O experimento de Eddington foi um teste observacional da teoria da relatividade geral de Albert Einstein, organizado pelos astrônomos britânicos Frank Watson Dyson e Arthur Stanley Eddington em 1919. As observações foram do eclipse solar de 29 de maio de 1919 e foram realizadas por duas expedições, uma para a ilha africana de Príncipe e outra para a cidade brasileira de Sobral. O objetivo das expedições era medir o desvio gravitacional da luz das estrelas que passava perto do Sol. O valor desse desvio havia sido previsto por Einstein em um artigo de 1911; no entanto, essa previsão inicial se mostrou incorreta porque se baseava em uma teoria incompleta da relatividade geral. Einstein posteriormente melhorou sua previsão após finalizar sua teoria em 1915 e obter a solução de suas equações por Karl Schwarzschild. Após o retorno das expedições, os resultados foram apresentados por Eddington à Royal Society de Londres e, após alguma deliberação, foram aceitos. A ampla cobertura da imprensa dos resultados levou à fama mundial de Einstein e suas teorias.
Eddington foi o maior divulgador em sua época da relatividade no Reino Unido. Ele conhecia a fundo as entranhas da teoria. Ele a usou em seus trabalhos. É provável que ele não tivesse dúvidas sobre sua validade. Talvez, ele acreditasse que experimentos posteriores, mais precisos, acabariam comprovando-a - em tempo: isso só aconteceu muito depois.
Esse experimento foi um dos primeiros a confirmar a relatividade geral e a mostrar que a gravitação de Newton era apenas um caso específico da teoria mais geral. O experimento também teve um grande impacto na divulgação científica e na popularização da física moderna.

## Contexto
A relatividade geral de Einstein ainda não era amplamente aceita pela comunidade científica e pelo público em geral. A teoria havia sido publicada em 1916, mas enfrentava dificuldades para ser testada experimentalmente, especialmente durante a Primeira Guerra Mundial (1914-1918), que limitava a comunicação e a colaboração entre os cientistas. Além disso, a teoria desafiava os conceitos clássicos da física newtoniana e exigia um alto grau de abstração matemática para ser compreendida.
Nesse cenário, o experimento de Eddington foi uma oportunidade única de verificar uma das previsões mais surpreendentes da relatividade geral: o desvio da luz pela gravidade. O eclipse solar de 1919 oferecia a chance de observar as estrelas próximas ao disco solar e medir o quanto elas pareciam se deslocar de suas posições originais devido à curvatura do espaço-tempo causada pela massa do Sol. Esse efeito era muito pequeno e só podia ser detectado com instrumentos precisos e condições favoráveis.
O experimento também teve um aspecto político e ideológico, pois envolvia a cooperação entre cientistas britânicos e alemães em um momento de tensão pós-guerra. Eddington era um pacifista convicto e admirador das ideias de Einstein, enquanto Dyson era mais cético e pragmático. Ambos tiveram que enfrentar dificuldades técnicas, logísticas e burocráticas para realizar as expedições e analisar os dados.
O experimento de Eddington foi um marco na história da ciência, pois foi o primeiro a confirmar a relatividade geral e a dar visibilidade mundial a Einstein e sua teoria. O experimento também estimulou o desenvolvimento da astrofísica e da cosmologia modernas, que passaram a usar a relatividade geral como ferramenta para estudar os fenômenos mais extremos do universo.

## Teoria

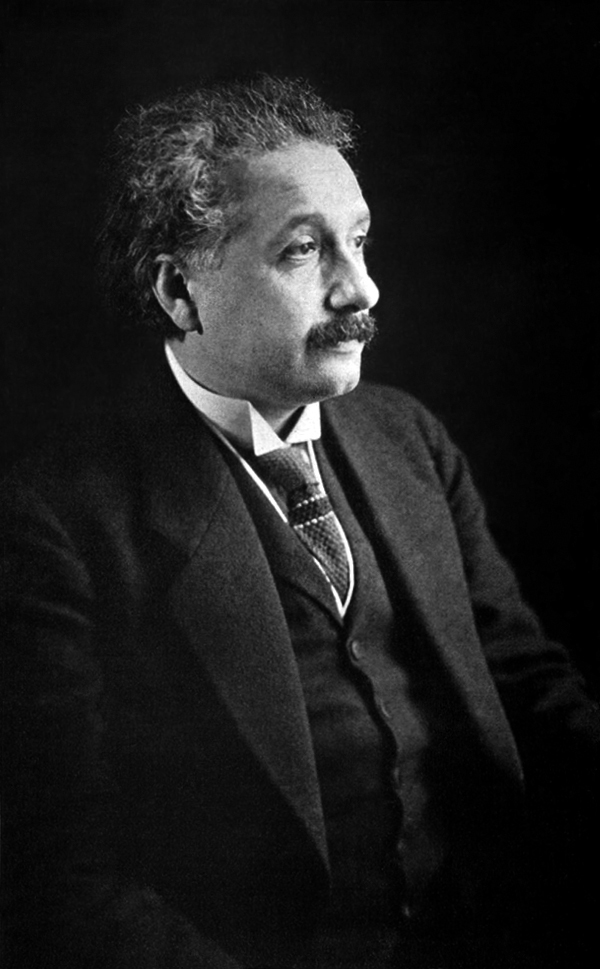
Einstein, laureado com o Nobel de Física em 1921, não recebeu o prêmio pela sua formulação da teoria da relatividade geral.

A teoria do experimento de Eddington foi a teoria da relatividade geral de Albert Einstein. Essa teoria é uma generalização da teoria da relatividade especial, que trata dos fenômenos físicos envolvendo objetos que se movem com velocidades próximas à da luz. A relatividade geral incorpora a gravitação como uma propriedade do espaço-tempo, que é a estrutura geométrica que descreve o palco onde ocorrem os eventos físicos. Segundo a relatividade geral, o espaço-tempo é curvo e dinâmico, e sua curvatura é determinada pela distribuição de massa e energia no universo. A curvatura do espaço-tempo, por sua vez, afeta o movimento dos corpos e da luz, gerando os fenômenos gravitacionais que observamos.
{\displaystyle \delta \varphi \approx {\frac {2r_{s}}{b}}={\frac {4GM}{c^{2}b}}.}

## Expedições e observações
Sobral
Príncipe